# Plateumaris kinugasana
Plateumaris kinugasana là một loài bọ cánh cứng trong họ Chrysomelidae. Loài này được Hayashi miêu tả khoa học năm 2001.